# Hija del rigor
Hija del rigor es el noveno disco solista de la cantautora de rock Fabiana Cantilo. Este álbum refleja su consagración no sólo como la gran voz femenina del rock argentino, sino también como una gran compositora.

## Características
El disco incluye 14 temas y fue escrito en el año 2006 mientras la cantante estaba haciendo la gira de "Inconsciente Colectivo", salió a la venta en el 2007. Las canciones de este disco son escritas por Cantilo, excepto tres temas, uno de ellos es "Maricel" con letra escrita por Fernando Noy y música de Fabiana, y luego, dos temas llamados "Tercas palanganas" y "Viento del Oeste", los cuales eran poesías de Silvina Luro, su mamá, a los cuales Cantilo les agregó la música y los integró en el disco. Según la Cantilo, a este disco “se le huele la madera y la verdad”, lo define como un álbum transparente y piensa que “más de uno se va a identificar con las letras”. Con respecto a la elección del título, Fabiana prefiere que no sea asociado con la idea de víctima, sino “como cada mujer pueda interpretar esa frase. “Todos somos hijos del rigor en algún momento o de alguna manera”. Si bien el primer single de difusión del álbum, “Una tregua”, suena en todas las radios desde los primeros días del mes de noviembre de 2007, la verdadera presentación del álbum se realizó el 4 de diciembre de 2007, en The Roxy Club.  En una fiesta muy especial para invitados y prensa, Fabiana abrió la noche con una charla sobre el disco desde un living muy cómodo colocado en el escenario y luego tocó en vivo por primera vez las canciones de "Hija del rigor".
Este evento íntimo en el Roxy se sumó a la seguidilla de shows realizados por Fabiana en Capital Federal con localidades agotadas durante esos últimos años: en el teatro Gran Rex (9/11/2005), en el Estadio Pepsi (21/10/2006) y en el ciclo de 5 fechas del teatro ND Ateneo (abril y mayo de 2005). El videoclip "una tregua", fue el primero en ser filmado con tecnología 3D en nuestro país.

## Canciones
1. Una tregua (letra y música: Fabiana Cantilo)
2. Hada naranja (letra: Fabiana Cantilo, Cay Gutiérrez /música: Cantilo, Gutiérrez, Capasso)
3. Brujos (letra y música: Fabiana Cantilo)
4. Mago en prosa (letra y música: Fabiana Cantilo)
5. Hija del rigor (letra: Fabiana Cantilo, Cay Gutiérrez / música: Cantilo, Gutiérrez, Capasso)
6. Zamba para Toto (letra y música: Fabiana Cantilo)
7. Cookie trip (letra y música: Fabiana Cantilo)
8. Últimamente (letra y música: Fabiana Cantilo)
9. Nada malo (letra: Fabiana Cantilo, Marcelo Capasso/música: Fabiana Cantilo)
10. Maricel (letra: Fernando Noy/música: Fabiana Cantilo)
11. My World (letra y música: Fabiana Cantilo)
12. Tercas palanganas (letra: Silvina Luro/música: Fabiana Cantilo)
13. Obelisco (letra y música: Fabiana Cantilo)
14. Viento del Oeste (letra: Silvina Luro/música: Fabiana Cantilo)

## Videoclips
- Hija del rigor
- Una tregua

## Músicos
- Fabiana Cantilo: Voz
- Cay Gutiérrez: Piano y coros
- Marcelo Capasso: Bajo, guitarra eléctrica y acústica
- Javier Miranda: Batería
- Marcelo Predacino: Guitarra eléctrica y acústica
- Leonora Arbiser: Acordeón
- Dani Buira: Percusión
- Mariana Cañardo: Violín
- Paula Sadovnik: Chelo

## Músicos invitados
- Gabriel Carámbula: Guitarra eléctrica en "Una Tregua" y "Últimamente", guitarra acústica lead en "Brujos" y Slide en "Cookie trip".
- Claudia Puyó: coros en "Últimamente", "My World" y "Obelisco".

## Personal
- Producción Artística y Dirección General: Cay Gutiérrez - Marcelo Capasso
- Coproducción: Rafa Vila - Afo Verde
- Realizador Ejecutivo y mánager: Margarita Bruzzone
- Asistentes: Martín Valenzuela, Juan Armani, Luciano Lucerna
- Asistente de Grupo y Road Mánager: Francisca Bruzzone
- Idea de Vestuario: Claudia Rojas
- Fotos: Nora Lezano y Sebastián Arpesella
- Diseño: Omar Souto